# Ларинские Выселки
Ларинские Выселки — хутор в Фатежском районе Курской области России. Входит в состав Верхнехотемльского сельсовета.

## География
Хутор находится у ручья Верхний Хотемль (левый приток Усожи в бассейне Свапы), в 101 км от российско-украинской границы, в 38 км к северо-западу от Курска, в 8 км к югу от районного центра — города Фатеж, в 2 км от центра сельсовета — деревни Верхний Хотемль.
Климат
Ларинские Выселки, как и весь район, расположены в поясе умеренно континентального климата с тёплым летом и относительно тёплой зимой (Dfb в классификации Кёппена).
Часовой пояс
Хутор Ларинские Выселки, как и вся Курская область, находится в часовой зоне МСК (московское время). Смещение применяемого времени относительно UTC составляет +3:00.

## Население
| 1979 | 2002 | 2010 |
| ---- | ---- | ---- |
| 75   | ↘31  | ↘11  |

## Инфраструктура
Личное подсобное хозяйство. В хуторе 17 домов.

## Транспорт
Ларинские Выселки находится в 3 км от автодороги федерального значения М2 «Крым» (Москва — Тула — Орёл — Курск — Белгород — граница с Украиной) как часть европейского маршрута E105, в 8,5 км от автодороги регионального значения 38К-038 (Фатеж — Дмитриев), в 29,5 км от автодороги 38К-018 (Курск — Поныри), в 4,5 км от автодороги 38К-039 (Фатеж — 38К-018), в 1,5 км от автодороги межмуниципального значения 38Н-181 (М-2 «Крым» – Верхний Хотемль), в 34 км от ближайшего ж/д остановочного пункта 521 км (линия Орёл — Курск).
В 159 км от аэропорта имени В. Г. Шухова (недалеко от Белгорода).